# Alfons De Groeve
Alfons De Groeve (Brugge, 20 oktober 1885 - 5 augustus 1945) was een Belgisch volksvertegenwoordiger, advocaat en uitgever.

## Levensloop
De Groeve volbracht zijn middelbare studies aan het Sint-Lodewijkscollege in Brugge, waar hij actief was in de geheime 'Gilde Noodvier', waarvan in zijn rethoricajaar de hoofdman was, en in de studentenbond 'Prosunt et delectant'. Ook was hij hoofdman van de Vlaamsgezinde studentenbond De Leeuwenkamer.
Hij begon in 1903 te studeren aan de Katholieke Universiteit Leuven en het kostte hem zeven jaar om het diploma van doctor in de rechten te behalen, enerzijds omwille van gezondheidsproblemen, anderzijds omdat hij sterk opging in het organiseren binnen studentenverenigingen. Zijn mentor in die tijd was Cyriel Verschaeve. De Groeve was onder meer voorzitter van de West-Vlaamse studentenbond en redactiesecretaris van het studentenblad Ons Leven. Hij gaf ook 'Vlaamse' postkaarten uit, met tekeningen van de hand van zijn vriend Joe English. Hij werd lid van het Algemeen Katholieke Vlaams Studentenverbond en organiseerde mee de landdag van de studentenbonden in Brugge in 1904. Hij werkte vanaf 1906 ook mee aan De Vlaamsche Vlagge, het tijdschrift van de West-Vlaamse studentenbeweging.
In 1910 schreef hij zich als advocaat in bij de Brugse balie en liep stage bij de advocaat en katholiek volksvertegenwoordiger Eugène Standaert. Hij bleef advocaat tot aan het uitbreken van de Eerste Wereldoorlog. Ondertussen werd hij ook sociaal en politiek actief. Hij behoorde tot de oprichters van de volksbakkerij Ons Brood en werkte mee aan de katholieke krant Het Brugsche Volk, waarin hij hard van leer trok tegen de christendemocraten van 'paster' Florimond Fonteyne. Hij was ook lesgever aan de vakschool die was opgericht door priester Achiel Lauwers (1864-1910) en was bestuurslid van de Brugse afdeling van het Davidsfonds. 

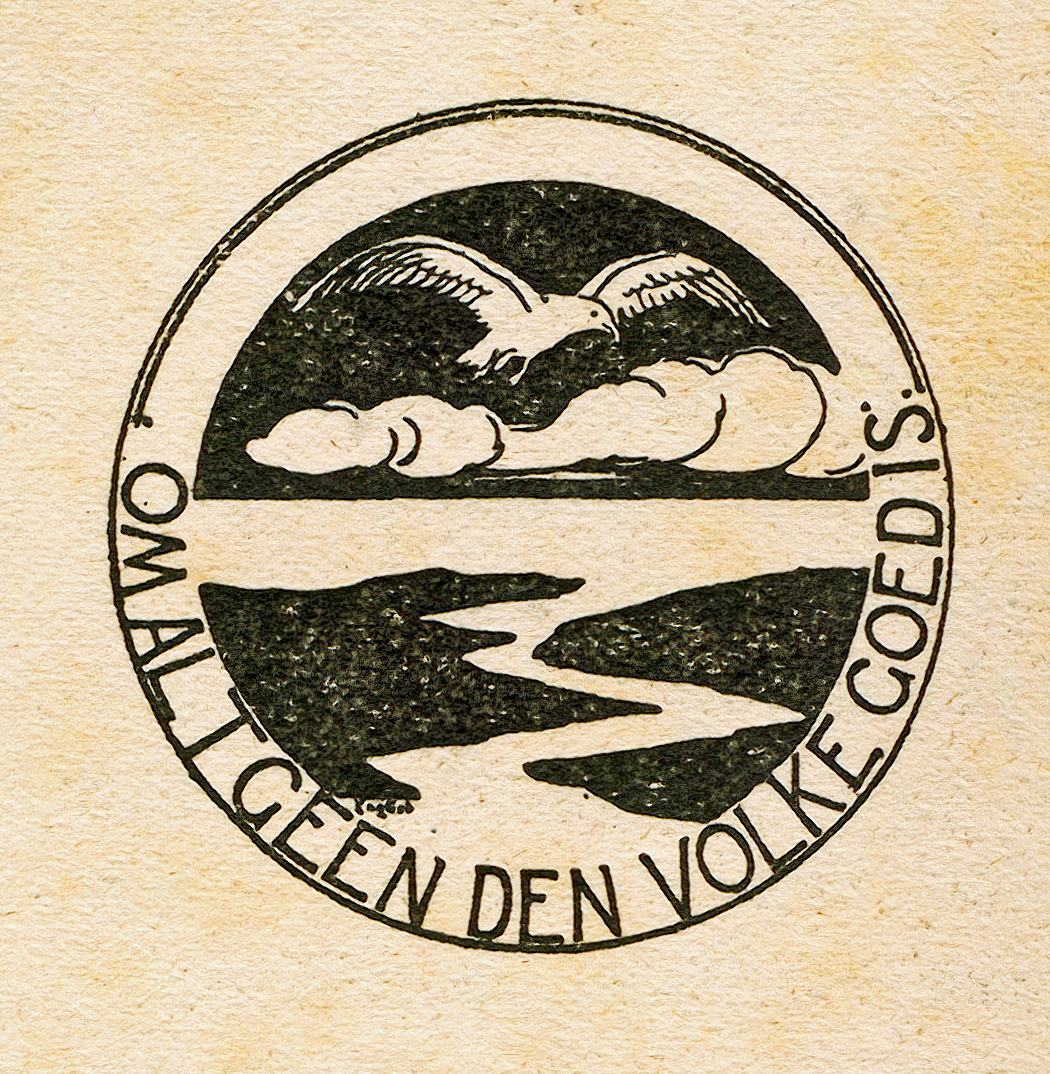
Een van de logo's die Alfons De Groeve gebruikte op de uitgaven van De Vlaamsche Boekenhalle, naar een tekening van Joe English

Bij het uitbreken van de oorlog, vluchtte hij met zijn gezin naar Nederland en vestigde zich in Leiden, waar hij onder de naam De Vlaamsche Boekenhalle een boekhandel en uitgeverij begon. 
In 1919 kwam hij naar België terug, eerst naar Brugge, waar hij een samenwerking aanging met de uitgeverij Sint-Michiel van de gebroeders Couvreur. In 1920 vestigde hij zich in Kessel-Lo bij Leuven, waar hij onder de naam Vlaamsche Boekenhalle, heel wat boeken uitgaf, met als uitgeversadres afwisselend Leuven-Leiden of ook soms Brugge-Gent-Leuven-Leiden. Hij gaf werk uit van Ernest Claes, Gerard Walschap en Jozef Simons. Hij gaf ook enkele flamingantische tijdschriften uit en richtte boekhandels op in Gent, Mechelen, Leiden en Veurne. Hij behoorde ook tot de initiatiefnemers van de eerste IJzerbedevaart, maar trok zich later uit het comité terug omdat het te nationalistisch werd naar zijn zin.
In 1926 zette hij een punt achter zijn verlieslatende uitgeversactiviteiten en verkocht zijn zaak aan de naamloze vennootschap De Standaard, wat de oorsprong werd van wat later de Standaard Uitgeverij is geworden. Hij werd toen juridisch adviseur bij de Belgische Boerenbond, wat hij bleef tot in 1932.
In 1931 werd hij door de proost van het ACW in Brugge, Achiel Logghe, naar deze stad teruggebracht. Het jaar daarop werd hij tot gemeenteraadslid verkozen op de lijst van de katholieke partij en werd hij ook schepen. Hij zorgde onder meer voor eentalig Nederlandse straatnaamborden. In 1939 werd hij voor het arrondissement Brugge tot lid van de Kamer van volksvertegenwoordigers verkozen. Dit bracht mee dat hij in mei 1940 naar Frankrijk vluchtte en er deelnam aan de bijeenkomsten die de leden van het Belgisch parlement hielden in Limoges. Hij bleef ook na de oorlog lid van de Kamer, tot aan zijn dood, hoewel hij nog nauwelijks aan de vergaderingen deelnam.

## Kerlinga
Terwijl hij nog stage liep aan de balie, richtte De Groeve een uitgeverij op die hij de naam Kunstkamer Kerlinga en vervolgens Uitgeverij Kerlinga gaf. Dit was gegroeid uit de informele groep Vlaamsgezinden die zich onder de naam De Leeuwenkamer verenigd had rond apotheker Zeger Chielens. Ook diens zus, weduwe Marie Denys-Chielens (Ardooie 1859 - Brugge 1944) was actief in deze groep. In 1911 trouwde De Groeve met haar dochter, Leontine Denys, met wie hij verschillende kinderen had.
Het werd een bescheiden uitgeverij, die tussen 1909 en 1914 dertien boeken uitgaf, meest alle gedrukt bij drukker A. Van Mullem. Vijf van die publicaties waren werken van Cyriel Verschaeve en vier van priester Delfien van Haute (1869-1944), hoofdzakelijk herdrukken van al vroeger gepubliceerd werk. Twee boeken stonden op naam van Jozef De Cock (1877-1944) en één op die van L. R. Van Gistel (een schuilnaam) en Emiel van der Straeten (1887-1918).

## Publicatie
- Achiel Lauwers. Een woord over zijn leven en werk, Brugge, 1911
- Antialcoholisme en wetgeving, Gent, 1914.